# Foire internationale de Marseille
La Foire internationale de Marseille est une manifestation annuelle se déroulant de la fin du mois de septembre au début du mois d'octobre au Parc Chanot de Marseille où se retrouvent des artistes, artisans et exposants venus du monde entier. Qualifiée de vitrine méditerranéenne, la foire est « un grand événement » pour la ville.

Créée en 1924, la Foire Internationale de Marseille regroupe tous les ans plus de 1 300 exposants et près de 350 000 visiteurs, ce qui en fait le 4e événement grand public en France.

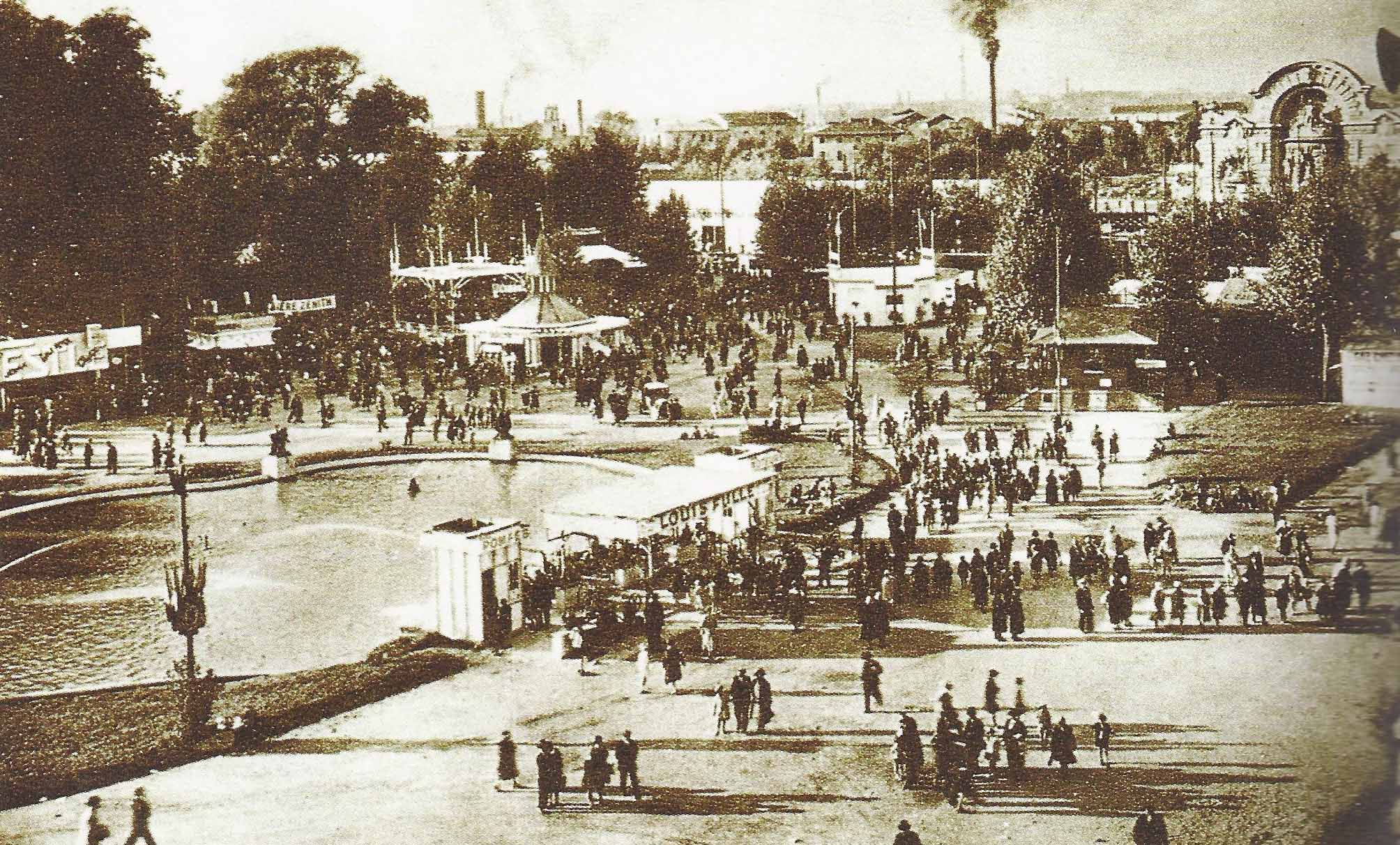
Exposition de Marseille dans les années 1920.

## Éditions

### Avant 2000
- 1983 : le 30 septembre, attentat de la foire internationale de Marseille[2], revendiqué par plusieurs groupes.

### Années 2000

#### 2000
- Dates : du 22 septembre au 2 octobre 2000

#### 2001
- Dates : du 21 septembre au 1er octobre 2001

#### 2002
- Dates : du 20 au 30 septembre 2002
- Visiteurs[3] : 355 379
- Nombre d'exposants : 1 163

#### 2003
- Dates : du 19 au 29 septembre 2003
- Visiteurs[4] : près de 360 000
- Nombre d'exposants : 1 300

#### 2004
La foire fête la 80e édition.
- Dates : du 24 septembre au 4 octobre 2004
- Visiteurs[5] : près de 400 000
- Nombre d'exposants : 1 300

#### 2005
- Dates : du 23 septembre au 3 octobre 2005
- Visiteurs[6] : plus de 400 000
- Nombre d'exposants : 1 328

#### 2006

Logo de l'édition 2006.

- Dates : du 22 septembre au 2 octobre 2006
- Visiteurs[7] : 360 000
- Nombre d'exposants : 1 370

#### 2007

Logo de l'édition 2007.

La 83e édition est sous le signe du Rugby, à l'approche de la Coupe du monde cette année.
- Dates : du 21 septembre au 1er octobre 2007
- Visiteurs[9] : près de 400 000

#### 2008
La 84e édition met en avant l'exposition artistique.

Logo de l'édition 2008.

- Dates : du 26 septembre au 6 octobre 2008
- Visiteurs[10] : 400 000
- Nombre d'exposants : 1 400

#### 2009

Logo de l'édition 2009 qui met à l'honneur la société organisatrice de la Foire, la SA Foire Internationale de Marseille (SAFIM).

- Dates : du 25 septembre au 5 octobre 2009
- Visiteurs[11] : plus de 360 000
- Nombre d'exposants : 1 400

### Années 2010

#### 2010

Logo de l'édition 2010.

La 86e édition de la foire met en avant les thématiques du : Jeux vidéo, robots, balnéo et autres nouvelle technologies.
- Dates : du 24 septembre au 4 octobre 2010
- Visiteurs[12] : plus de 360 000
- Nombre d'exposants : 1 300

#### 2011

Logo de l'édition 2011.

La 87e édition de la foire accentue une nouvelle fois son ouverture sur le Monde.
- Dates : du 23 septembre au 3 octobre 2011
- Visiteurs : près de 320 000
- Nombre d'exposants[14] : 1 400

#### 2012

Logo de l'édition 2012.

La 88e édition sera sur la thématique de La Gourmande, « la gastronomie était à la fête avec un festival de cuisine « Gourméditerranée » de 3 jours réunissant 40 grands chefs provençaux ».
- Dates : du 21 septembre au 1er octobre 2012
- Visiteurs[16] : 320 000
- Nombre d'exposants : 1 400

#### 2013

Logo de l'édition 2013.

La 89e édition sera sur la thématique de La Créative.
Les thématiques qui seront présentes : La Mode, la Gastronomie, l’Innovation, le Sport et le Cinéma.
- Dates : du 27 septembre au 7 octobre 2013
- Visiteurs : 350 000
- Nombre d'exposants[17] : 1 400

#### 2014

Logo de l'édition 2014.

La foire fête la 90e édition et la thématique sera La Joyeuse !
Il comportera les thématiques suivantes : animations, concerts, cabarets, cirques, théâtres, fanfares et défilés. Ainsi que les univers : la maison, le plein air, l’international, les tendances, les animations et les institutions.
- Dates : du 26 septembre au 6 octobre 2014
- Visiteurs[19] : 320 000

#### 2015

Logo de l'édition 2015.

La 91e édition sera sur la thématique de La Musicale, il se nomme ainsi parce que selon les organisateurs  « la musique est la langue universelle qui lie les cultures différentes dans le monde et présentes chaque année dans les pavillons de la Foire ».
Comme invité d'affiche le groupe de rap marseillais IAM sera présent.
- Dates : du 25 septembre au 5 octobre 2015
- Visiteurs[21] : 335 000
- Nombre d'exposants : 1 300

#### 2016

Logo de l'édition 2016.

La 92e édition sera sur la thématique de La Sportive. Jeux vidéo, aménagement de la maison et du jardin, nouvelles technologies, découverte des pays du monde, gastronomie sont présentés.
- Dates : du 23 septembre au 3 octobre 2016
- Visiteurs : plus de 300 000
- Nombre d'exposants[22] : 1 300

#### 2017

Logo de l'édition 2017.

La 93e édition sera sur la thématique de La Fantastic qui sera autour de 5 univers : les super-héros, manga, monde médiéval, magie, surnaturel et la science-fiction.
- Dates : du 22 septembre au 2 octobre 2017
- Visiteurs[24] : 345 000
- Nombre d'exposants : plus de 1 000

#### 2018

Logo de l'édition 2018.

La 94e édition sera sur la thématique de La Passionnée.
- Dates : du 21 septembre au 1 octobre 2018
- Visiteurs[25] : plus de 340 000
- Nombre d'exposants : près de 1 200

#### 2019

Logo de l'édition 2019.

La 95e édition sera sur la thématique du cinéma et de l’image animée, invitant à découvrir le tournage, de la création à la réalisation, avec comme invité le comédien Pierre François Martin-Laval. Les autres thématiques sont maison & habitat, plein air, gastronomie, mode & beauté et international.
- Dates : du 20 au 30 septembre 2019
- Visiteurs[27] : 340 000
- Nombre d'exposants : 1 200

### Années 2020

#### 2020

Logo de l'édition 2020.

La 96e édition de la foire devait se tenir du 25 septembre au 5 octobre 2020 sur la thématique du rock, avec comme invité d'honneur le groupe Indochine. Le 14 septembre, elle est annulée par décision de la préfecture des Bouches-du-Rhône en raison de la pandémie de Covid-19.

#### 2021
- Dates : du 24 septembre au 4 octobre 2021
- Visiteurs : -
- Nombre d'exposants[30] : 700

#### 2022
- Dates : du 23 septembre au 3 octobre 2022
- Visiteurs[31] : près de 260 000
- Nombre d'exposants : plus de 1 000

#### 2023
- Dates : du 22 septembre au 2 octobre 2023
- Visiteurs : -
- Nombre d'exposants : -